# Arunachal Pradesh
Arunachal Pradesh (Hindi: अरुणाचल प्रदेश/Aruṇācal Pradeś) is een deelstaat van India. De staat ligt in het noordoostelijke deel van het land. Het maakte deel uit van de staat Assam tot 1987. De hoofdstad is Itanagar en de staat heeft 1.383.727 (2011) inwoners.

## Geschiedenis en politieke situatie
Het grootste deel van Arunachal Pradesh wordt opgeëist door de naburige Volksrepubliek China, die niet de staat zelf noch zijn noordelijke grens, de McMahon-linie erkent. In plaats daarvan noemt China het gebied Zuid-Tibet en zet nominaal het gebied onder de jurisdictie van vier arrondissementen van de Tibetaanse Autonome Regio: geheel Tshona, delen van Metog en Chayu en het zuiden van Lhuntse. Arunachal Pradesh is een van twee gebieden die tussen India en de Volksrepubliek China worden betwist, het andere betwiste gebied is Aksai Chin (en het nabijgelegen Shaksgam).
Arunachal Pradesh werd tot 1972 bestuurd als het Noordoostelijk Grensagentschap (Engels: North East Frontier Agency) (NEFA) en behoorde tot Assam. Gedurende de Chinees-Indiase Oorlog van 1962 had de Volksrepubliek het grootste deel van NEFA veroverd, maar de Chinezen riepen al snel de overwinning uit en trokken zich vrijwillig terug achter de McMahon-linie om verdere onderhandelingen af te wachten.
In 1972 werd Arunachal Pradesh tot een unieterritorium omgevormd. Het Unieterritorium van Arunachal Pradesh werd in november 1986 de status van een staat gegeven, nadat de federale overheid van India de veiligheidssituatie in het oosten van India en de Chinees-Indiase spanningen, had meegewogen. In februari 1987 werd dit besluit doorgevoerd.
De Indiase en Chinese regering ondertekenden op 11 april 2005 een verdrag om de grensgeschillen tussen beide landen op een vreedzame wijze op te lossen.
Vooral langs de Tibetaanse grens is het Indiase leger overduidelijk aanwezig in verband met de Indiase bezorgdheid over eventuele Chinese intenties. Buitenlanders hebben een speciale vergunning nodig om de grens tussen Arunachal Pradesh en Assam, via de hier aanwezige controleposten, over te steken.

## Gouverneur
De gouverneur is hoofd van de deelstaat en wordt voor een termijn van vijf jaar aangewezen door de president. De rol van de gouverneur is toezichthoudend en ceremonieel en de echte uitvoerende macht ligt bij de ministerraad, met aan het hoofd de chief minister.

## Bestuurlijke indeling
Arunachal Pradesh is bestuurlijk onderverdeeld in 27 districten. Vele hiervan zijn ontstaan na 2014 door meerdere herindelingen. Hieronder volgt een lijst van de huidige districten.
| 1. Anjaw 2. Bichom 3. Changlang 4. Dibang Vallei 5. Kamle 6. Keyi Panyor 7. Kra Daadi 8. Kurung Kumey 9. Lepa Rada |  | 1. Lohit 2. Longding 3. Lower Dibang Vallei 4. Lower Siang 5. Lower Subansiri 6. Namsai 7. Oost-Kameng 8. Oost-Siang 9. Pakke-Kessang |  | 1. Papum Pare 2. Shi-Yomi 3. Siang 4. Tawang 5. Tirap 6. Upper Siang 7. Upper Subansiri 8. West-Kameng 9. West-Siang |